# Історія Сіверськодонецька

## Ідея будівництва та перші поселення
Перше робітниче селище, яке дало початок Сєвєродонецьку називався так само, як і все будівництво — Лисхімбуд (рос. Лисхимстрой). Але до його планового капітального будівництва, хоча воно несміливо й почалося, було ще далеко. У річному звіті за 1935 рік управління будівництвом Лисичанського хімічного комбінату вказувалася конкретна причина цього: «При затвердженні технічного проекту хімкомбінату проекту на будівництво соцмістечка не було, і його будівництво в генеральному кошторисі прийнято по збільшеним (тобто загальнотеоретичним) вимірювачам. Затримка ж в проектуванні міста пояснюється тим, що досі немає остаточного рішення про майданчик під будівництво міста».
Місцева влада Лисичанська наполягала на його створенні на правому березі Дінця безпосередньо в межах міста. Вагомим аргументом на користь правобережного варіанту нового робочого селища було те, що передбачуваний майданчик під нове Соцмістечко на лівому березі знаходився у смузі відчуження Лисичанську. До того ж відкривалися великі перспективи розвитку інфраструктури та архітектурного оновлення, значного збільшення населення найстарішого міста Донбасу. Не потрібно забувати, що на початку 30-х минулого століття Лисичанськ був усього лише селищем міського типу, де проживало трохи більше 10 тисяч чоловік.
Історію міста досліджує краєзнавець Сергій Каленюк, який до 2015 року мешкав у Сєвєродонецьку.

## Етапи розвитку міста

### 1934—1940роки
У Лисхімбуд прибула група молодих інженерів-хіміків. У побудованих бараках, що поклали початок майбутнього Сєвєродонецьку, оселилися перші новосели. Жилося тут непросто. Бездоріжжя, піщані бурі. Воду доводилося возити в бочках волами з річки Борової або йти до єдиного колодязя, який був за селищем. Раднарком СРСР під зміну попереднього рішення про будівництво невеликого заводу прийняв постанову про будівництво азотно-тукового комбінату. У вересні 1935 року розгорнула свої двері перша школа. Навчалися в ній тоді 150 дітлахів. А вечорами за ті ж парти сідали дорослі. У цьому ж році запущено в роботу завод силікатної цегли, здані в експлуатацію три перших двоповерхових житлових будинки, а також залізнична гілка довжиною 8 км, що з'єднували селище Лисхімбуд з Рубіжним. Отриманий генеральний план будівництва азотно-тукового комбінату. Вийшов перший номер багатотиражної газети «За стаханівське будівництво».
Раднарком України остаточно затвердив місце для будівництва міста на лівому березі Сіверського Дінця. Перші житлові квартали Лисхімбуду вже набули свої реальні обриси. На перехресті сьогоднішніх вулиць Жовтневої і Леніна утворився його центр, де були будівлі школи, дитячого садка та ясел, універмаг, будівля управління будівництвом. Селище в 1938 році виведене за межі міста Лисичанська. Відбулися вибори до першої Ради депутатів трудящих селища Лисхімбуд.
У 1939 році цех № 12 — концентрованої міцної сірчаної кислоти побудований швидкісним методом, розпочато зведення комплексу цехів з переробки привізного аміаку.

### 1940—1944роки
Перед початком Другої світової війни у Лисхімбуді були вже 47 будинків і 9 бараків, працювала школа, клуб, дитсадок та дитячі ясла. 10 корпусів хімкомбінату були повністю змонтовані і вступили в передпусковий період. На початку війни почався демонтаж обладнання для евакуації його в Кемерово, Чирчик, Губаху. 11 липня 1942 року гітлерівські війська війшли до Лисхімбуду. 123 юнаки та дівчини з селища були вивезені до Німеччини. Період окупації тривав майже 7 місяців.
1 лютого 1943 року Лисхімбуд був відбитий радянськими військами 41-ї гвардійської стрілецької дивізії під командуванням генерал-майора М. П. Іванова за підтримки танкистів 110-ї танкової бригади 18-го танкового корпусу. 10 грудня цього ж року Ворошиловградський обком партії прийняв спеціальне рішення про відновлення і подальшу розбудову Лисичанського азотно-тукового комбінату. У Лисхімбуді приступили до відновлювальних робіт. З Уралу машиніст І. Ф. Воробйов своїм ходом пригнав паровоз.

### 1945—1949роки
Організовано будівельно-монтажний трест «Лисхімпромбуд» 1-ї категорії, створені субпідрядні організації. Важливою подією в житті селища став пуск заводу силікатної цегли. Г. І. Вілісов очолив Лисичанський хімкомбінат. У 1946 році повністю вдалося відновити довоєнний житловий фонд Лисхімбуду, який становив 17 тис. м². Трест «Лисхімпромбуд» визнаний переможцем Всесоюзного змагання. Впровадження нових будівельних матеріалів, нової техніки, сміливе, часто новаторське рішення самих різних завдань будівництва — все це створило Лисхімбуду славу школи передового досвіду. Постановою лютневого Пленуму ЦК ВКП (б) 1947 року «Про заходи підйому сільського господарства країни в післявоєнний період» визначені завдання будівництва Лисичанського хімкомбінату. Велика увага приділялася житловому й культурно-побутовому будівництву.
У Лисхімбуд спрямовані досвідчені інженерно-технічні працівники. Серед них — керуючий трестом «Лисхімпромбуд» П. Ф. Новіков. У серпні 1948 року розпочато будівництво ТЕЦ. У 1949 році селище стало більше на десять двоповерхових будинків. Місто відвідали популярні артисти Штепсель і Тарапунька, трупа під керівництвом та за участю Аркадія Райкіна.

### 1950—1954роки
Селище Лисхімбуд в 1950 році було перейменоване на Сєвєродонецьк і отримало статус селища міського типу. Створена Сєвєродонецька філія Державного інституту азотної промисловості — ДІАП. Напередодні нового 1951 року будівельники здали перші цехи хімкомбінату. 1 січня 1951 року був отриманий перший продукт хімкомбінату — аміачна селітра (на привезеній сировині). 6 січня видав першу продукцію цех слабкої азотної кислоти. 25 січня підписано акт прийому в експлуатацію перший цехів хімкомбінату. 16 лютого підприємство включено до числа діючих.
У 1952 році зданий в експлуатацію цех міцної азотної кислоти, введено в дію виробництво аміаку. Закінчене будівництво першої черги Сєвєродонецької ТЕЦ. 23 лютого 1953 року був отриманий перший аміак. З цього дня аміачну селітру стали виробляти з власної сировини. У місті проживало 27 тисяч чоловік. Побудовано будинок громадських організацій (нинішній будинок міської ради). На хімкомбінаті зданий в експлуатацію цех № 2 — синтезу метанолу, з привізного метанолу-сирцю отриманий метанолректіфікат.

### 1955—1959роки
На хімкомбінаті розпочато випуск цінних добрив — вуглеамонійних солей, відкриті цехи розділення повітря, каталізаторний та інші. Трест «Лисхімпромбуд» освоїв технологію виробництва великих глиносилікатних блоків. На хімкомбінаті відкритий цех з виробництва уротропіну. ПТУ № 1 як ремісниче училище було створено в Луганську, а тепер перебазовувалося в Сєвєродонецьк. Створена Сіверодонецька філія дослідного конструкторського бюро автоматики (ДКБА). Побудовані перші корпуса нового заводу електронної апаратури, який згодом отримав назву приладобудівного.
У 1958 році Сєвєродонецьку присвоєно статус міста районного підпорядкування. На хімкомбінаті випущений перший продукт у новому цеху з виробництва кристалічної сечовини (карбаміду). Лікарня отримала новий хірургічний корпус. В районі парку культури і відпочинку створено штучне озеро Паркове. Воно стало улюбленим місцем відпочинку сєвєродончан. Від газопроводу Ставрополь-Москва в Сєвєродонецьк прийшов природний газ, що дало можливість розпочати перехід на природний газ як сировинну основу хімічних виробництв, а також вести газифікацію міста. Через 10 років газифікація Сєвєродонецька і його підприємств буде повністю завершена.
Розпочато будівництво виробництва капролактаму, яке оголошено «Всесоюзним ударним комсомольським будівництвом». У Сєвєродонецьку став працювати самодіяльний малий симфонічний оркестр. Футбольна команда «Хімік» допущена до розіграшу першості СРСР серед команд класу «Б».

### 1960—1964роки
Організовано трест «Промхіммонтаж» та філія НДІхіммаша. Здано в експлуатацію криті тенісні корти. Вперше Сєвєродонецьк став ареною боротьби найкращих ракеток республіки, відбулася особиста першість України з тенісу в закритих приміщеннях. Французький інженер Жан Помо, приїхавши в Сєвєродонецьк, не приховував свого захоплення: «Тим, що ви побудували в такий короткий термін гарне місто і потужний комбінат, я захоплююся, і знімаю перед вами капелюха». Створений домобудівний комбінат. На хімкомбінаті отримані циклогексан і адипінова кислота. Сєвєродонецький завод склопластиків включений в перелік особливо важливих будівництв СРСР і незабаром завод став одним з найбільших виробників радянського склопластику.
У 1962 році розпочато будівництво нового комплексу Сєвєродонецького аеропорту. Побудовано 53,6 тисячі квадратних метрів житла, школа № 5, комбінат побутового обслуговування, нова лазня, розпочато зведення магазину «Дитячий світ». 30 грудня Сєвєродонецьк став містом обласного підпорядкування.
4 березня 1963 року в зв'язку з новим статусом Сєвєродонецька відбулися позачергові вибори до міської Ради. До складу Ради обрано 193 депутати. Головою виконкому міської Ради обрано Іларіона Устиновича Водолазського. У науково-дослідному інституті керуючих обчислювальних машин розпочато виробництво перших серійних керуючих обчислювальних машин — УМ-1 і МППІ-1. Держкомісією прийнятий в експлуатацію перший комплекс першої черги заводу склопластиків. Введена в експлуатацію перша міська АТС на 4900 номерів. З відмінними оцінками прийняті в експлуатацію кафе «Юність» і «Ровесник», «Будинок взуття», розпочато будівництво нового ринку (зараз — «Центральний»).

### 1965—1969роки
Вийшов у світ перший номер міської газети «Комуністичний шлях» (нині «Сєвєродонецькі вісті»). Створений НДІТБХП. Лисхімкомбінату видано свідоцтво на право виключного користування товарним знаком, що зображує реторту на долоні робітника. Лисичанський хімкомбінат нагороджений орденом Леніна, а його директор В. Ф. Гогін удостоєний звання Героя Соціалістичної Праці. Лисичанський хімкомбінат перейменований в Сєвєродонецький. Трест «Сєвєродонецькхімбуд» нагороджений орденом Трудового Червоного Прапора. Завершено спорудження молокозаводу. Будівельники рапортували про готовність будівлі дитячої поліклініки. Відкрито філію Центральних курсів підвищення кваліфікації. Здано в експлуатацію Палац культури хіміків. Метанолу Сєверодонецького хімкомбінату, першому хімічному продукту в країні, присвоєно державний Знак якості. У дію введено першу чергу медсанчастини і корпус приладобудівного заводу. На заводі склопластиків здані в експлуатацію потужності з виробництва скловолокнистих пресматеріалів та переробки їх у вироби.

### 1970—1974роки
Підписано акт про приймання моделі М-2000 агрегатної системи засобів обчислювальної техніки (АЗОТ). Це була трудова перемога колективу НІІУВМ. Відкрилася дитяча художня школа. Достроково зданий в експлуатацію корпус побутової хімії на хімкомбінаті. У Сєвєродонецьку народився 100-тисячний мешканець — Олександр Капустін. Директору хімкомбінату В. П. Єгорову присвоєно звання Героя Соціалістичної Праці. Здано в експлуатацію нову 4-поверхову будівлю пологового будинку. Хіміки прийняли від будівельників і монтажників першу чергу виробництва метанолу, ввели в дію виробництво хлористого амонію. На заводі склопластиків організовано випуск рулонного світлопропускаючого склопластику, впроваджена технологія виробництва телескопічних вудилищ без шліфування та поверхневого забарвлення. У Сєверодонецькій філії ДІАП став до ладу діючих обчислювальний центр. Державна комісія рекомендувала представити промисловий аналізатор рідини «Аналіз-1» Сєверодонецької філії дослідного конструкторського бюро автоматики до вищої категорії якості.

### 1975—1979роки
Вперше в країні в промислових умовах наші хіміки отримали сіль АГ. Побудовано та здано в експлуатацію Льодовий палац спорту, відкрито меморіал Слави. Колектив медсанчастини ВО «Азот» нагороджений орденом «Знак Пошани», а науково-виробниче об'єднання «Імпульс» — орденом Трудового Червоного Прапора. На базі заводу склопластиків і дослідно-конструкторського бюро синтетичних продуктів створено Сєвєродонецьке виробниче об'єднання «Склопластик». У НІІУВМ створено новий керуючий обчислювальний комплекс СМ-1. На фабриці валіз СПО «Азот» отримана перша продукція. Прийнято рішення назвати одну з вулиць ім'ям першобудівників — Петра Пилиповича Новікова. Здано в експлуатацію центральна аптека по проспекту Гвардійському, новий будинок стоматполіклініки для дорослих, поліклініка будівельників, почався тролейбусний рух по першому маршруту.
Завершено будівництво виробництва поліетилену в СПО «Азот». Почалися роботи з будівництва тролейбусної лінії 2-ї черги. Відбувся перший конкурс дитячої поетичної творчості «Джерельце», який згодом отримає статус Всеукраїнського і буде називатися ім'ям сєвєродонецького поета Йосипа Борисовича Курлата, який організував «Джерельце».

### 1980—1990роки
У СПО «Склопластик» впроваджені 800-фільєрні склоплавильні судини. Засновано звання «Почесний громадянин Сєвєродонецька». Першими його були удостоєні І. М. Барський та Г. І. Вілісов. Здано в експлуатацію поліклініка СПЗ. 30 видів продукції СПО «Азот» отримали Знак якості. Вступила в дію виробництво аргону. У 1982 році в місті збудовано та введено в експлуатацію понад 44,4 тис. м² житла, народилося 2125 малюків. Відкрито новий тролейбусний маршрут № 4. Організовано Сєвєродонецький факультет обчислювальних комплексів і систем Харківського інституту радіоелектроніки. В об'єднанні «Азот» став до ладу цех гранульованого карбаміду.

### 1985—1989роки
У СПО «Азот» відкрилося нове виробництво азотної кислоти, а в СПО «Склопластик» — установка спалювання твердих відходів. Побудована нова тролейбусна лінія по вул. Новікова до нових площ СПЗ. У медсанчастини СПО «Азот» введений в дію 7-поверховий медичний корпус. У НІІУВМ проведений серійний запуск нового керуючого обчислювального комплексу СМ-1210. Вступив до ладу Сєверодонецький цех Лисичанської харчосмакової фабрики. У 1986 році 1200 сімей справили новосілля в нових будинках. У НВО «Імпульс» сформований МЖК для будівництва житла за системою молодіжного кредитування.
Приступив до роботи дворічний університет музичної культури. Футбольний клуб «Хімік» став чемпіоном Луганській області. Відкрито найдовший тролейбусний маршрут № 6 — від тролейбусного управління до прохідних ВО «Склопластик».

### 1990—2000роки
Відкрився новий універмаг. На ЗКПД розпочато будівництво нового цеху силікатної цегли. 14 грудня 1991 року відбулося освячення місця під будівництво Свято-Христо-Різдвяного храму. Прийнята програма приватизації майна державних комунальних підприємств. У місті вперше створено шість класів, у яких навчання ведеться лише українською мовою. ТЕЦ подарувала місту новий тролейбус. Створений міська рада багатодітних сімей. У СПО «Азот» введено в експлуатацію цегельний завод. У міста з'явився свій герб. Відкрився Сєверодонецький технологічний інститут. З 21 липня 1994 року до обов'язків міського голови приступив В. О. Грицишин.

### 1995—1999роки
Відкрита виставкова зала народної творчості. Дві нитки каналізаційного колектора з'єднали нові райони міста з очисними спорудами. Затверджено Положення про Почесну грамоту виконкому. Перших відвідувачів прийняв МРЕВ. У Сєвєродонецьку відкрилося представництво МАУП, створено багатопрофільний ліцей. Відкрита нова міжлікарняна аптека. Створено колегіум Києво-Могилянської академії, гуманітарно-естетичну гімназію, представництво ЕКОМЕН. У сел. Борівському змонтована АТС на 200 номерів. Звання «Заслужений працівник культури України» присвоєно директору музичного училища В. С. Асєєву.

### 2000—2004роки
Сєвєродонецьк посідає друге місце на Луганщині з розвитку малого підприємництва. Підписано акт про введення в експлуатацію нового заводу ПП «Хімпостачальник». Введена в експлуатацію АТС-5. У Сиротине прийшов газ. Сєвєродонецьк визнаний лідером на Луганщині за якістю освіти. Другого грудня місто відвідав Блаженніший Володимир, Митрополит Київський і всієї України. Жіноча волейбольна команда «Сєвєродончанка» вийшла до вищої ліги чемпіонату України. У селище Павлоград прийшов газ. Підписано акт про введення в експлуатацію нового ізотермічного сховища рідкого аміаку об'єднання «Азот», а група учасників його спорудження стала лауреатом премії Академії будівництва України.
За підсумками виступів на міжнародних змаганнях Заслужений майстер спорту міжнародного класу Олександр Золотов визнаний найкращим спортсменом України 2002 року з підводного спорту. Перших відвідувачів прийняв супермаркет «Абсолют». Газ прийшов в село Воєводівка. У пологового будинку з'явилася своя мінікотельна. Футбольна команда «Молнія» ДП «Сєвєродонецька ТЕЦ» стала чемпіоном України серед аматорських команд. У селище Борівське прийшов газ. Урочисто здана в експлуатацію блок-секція монолітного будинку. У Сиротине завершено будівництво вуличних газопроводів. Відкрилася «Ветеранська аптека».

### 2005—2009роки
365-річчя свого селища відзначили жителі селища Борівське. У Щедрищеве введена в експлуатацію сучасна цифрова станція ЄС-11 на 300 номерів. До послуг майбутніх мам у багатопрофільної лікарні відкрилися резервні площі пологового відділення. Введено в експлуатацію виробничий комплекс НПФ «Хіммаш-компресор-сервіс". Підписано двосторонню угоду про встановлення партнерських зв'язків між Єленя-Ґура (Польща) і Сєвєродонецьком. Побудовано новий Палац тенісу. Змонтована нова цифрова телефонна станція на 11 тисяч номерів.
Офіційна делегація нашого міста побувала у Рівному. Відповідно до підписаної угоди про співпрацю, це древнє місто Полісся тепер є нашим побратимом. Сєвєродонецьк активно будується: у 2007 році відкриті побутовий комплекс «Уно моменто», торговий комплекс «Амстор», готельний комплекс «Околиця», три автозаправні станції, два магазини АТБ, магазин «COMFY», ринок «Злагода» та інші об'єкти; надані ділянки під будівництво спортивно-оздоровчого комплексу, торгово-розважального центру, центру з продажу та обслуговування автомобілів та інших об'єктів. Село Воєводівка відзначило 300-річчя свого заснування.
У 2008 році відкрито торгово-розважальний центр «Джаз». Центр зайнятості населення відзначив новосілля, переселившись в нову будівлю по вул. Гагаріна, 116. Начальнику управління охорони здоров'я міськради Е. А. Маслову присвоєно звання «Заслужений лікар України». Проспект Гвардійський отримав своє продовження будівництвом нового елітного житлового мікрорайону «Камелот». У День незалежності України біля фасаду міського Палацу культури став працювати кольорово-музичний фонтан. Введено третій з шести будинків житлового комплексу «Оріана». Сєвєродонецькі альпіністи піднялися на найвищу точку Європи — Ельбрус і розгорнули там прапори України та Сєвєродонецька.
Відкрито приймальне відділення багатопрофільної лікарні. Волейбольна команда «Сєвєродончанка» завоювала Кубок України, а також стала чемпіоном України з волейболу сезону 2008—2009 рр. серед жіночих волейбольних команд суперліги. У ВАТ «Сєвєродонецьке об'єднання Склопластик» відкрилося перше в Україні одностадійне виробництво скловолокна. У 84-му мікрорайоні міста з'явилися три нові вулиці — Вулиця Сосюри, Вулиця Київська та Вулиця Айдарська. Міський бібліотеці для юнацтва присвоєно ім'я поета, нашого земляка Й. Б. Курлата. Відкрито криту льодову ковзанку. Відкрито новий кінотеатр «Oskar». Зведена лита огорожа міського палацу культури, розпочато будівництво огорожі навколо Свято-Різдвяного кафедрального собору. Розпочато реконструкцію «Сєвєродонецької ТЕЦ», і переведення її з рангу газової ТЕЦ в ранг газово-вугільних ТЕЦ. Зведено п'ятий з шести будинків «Оріани». 10 шкіл міста переведено на автономне опалення.
- День хіміка у Сєверодонецьку святкують всі

### Сєвєродонецьк під час війни

#### 2014
У період з квітня до липня 2014 місто заходилося під контролем терористичної організації «Луганська народна республіка». Внаслідок активних наступальних дій Національної гвардії України 22 липня 2014 року місто було звільнено від бандформувань. 23 серпня у місті було повалено пам'ятник Леніну.
У вересні 2014 до міста було переміщено обласний центр.